# آلفرد هوبر (بازیکن فوتبال)
آلفرد هوبر (انگلیسی: Alfred Huber; ۲۹ ژانویهٔ ۱۹۱۰ – ۲۵ ژانویهٔ ۱۹۸۶) بازیکن فوتبال اهل آلمان بود.
از باشگاه‌هایی که در آن بازی کرده‌است می‌توان به اشاره کرد.
وی همچنین در تیم ملی فوتبال آلمان بازی کرده‌است.